# 阿列克谢耶夫斯卡亚区
阿列克谢耶夫斯卡亚区（俄语：Алексеевский район）是俄罗斯联邦伏尔加格勒州下辖的一个区，其行政中心为阿列克谢耶夫斯卡亚。据2016年统计，该区的人口为16361人。